# Kawasaki Motoki
Motoki Kawasaki (sinh ngày 2 tháng 2 năm 1979) là một cầu thủ bóng đá người Nhật Bản.

## Sự nghiệp câu lạc bộ
Motoki Kawasaki đã từng chơi cho Oita Trinita, Gamba Osaka, Sagan Tosu, ALO'S Hokuriku, Banditonce Kobe và V-Varen Nagasaki.